# Eguzki Amandre
Eguzki Amandre («Àvia Sol» en català) és una divinitat femenina de la mitologia basca que simbolitza el sol. És la germana d'Ilargi i la filla de la mare terra (Amalur). També se la coneix com Eki, Iguzki (Irun), Iuski (Burunda), Eguzku (Erronkari), Ekhi (Zuberoa), Iki (Bardoze), Ekheerri, Ekheri (Lapurdi). En alguns indrets de les muntanyes navarreses la saluden dient-li àvia.

## Orígens
En altres llocs (Guernica, població de Biskaia), és considerada una persona sagrada i se li atorguen els qualificatius de beat i sant.
A més de les seves propietats naturals, el sol té el poder d'expulsar els mals esperits que, de nit, exerceixen el seu control sobre el món. Els bruixots i les bruixes (sorgina en basc) queden immobilitzats si són atrapats pel sol abans que puguin acabar els seus actes. Hi ha algun tipus de geni que perd el seu poder i força sobre els homes quan és colpejat per un raig de sol.
En alguns llocs, quan el sol es pon, es diu el següent: Eguzki amandrea badoia bere amangana "L'àvia sol s'uneix a la seva mare ".
- A Guernica: Eguzkisantu bedeinkatu, zoaz zeure amagana “ Sant i beneït sol, vés a la teva mare ”.
- El sol també es diu Santa Klara (Santa Clara) i quan desaparèixer a ponent, es diu: Santa Klara badue bere amagana, biar etorriko da tempo ona ba da " Santa Clara va a la seva mare, tornarà demà si fa bon temps ".[2]
- Tot i que és de gènere femení, a Zuberoa se l'invoca per tenir una nova dentadura i se li parla com si fos un home: Ekia, igorri zadak ederrago bat “ sol, envia-me'n una de més bonica” (de dent).

## Creences i ritus solsticials

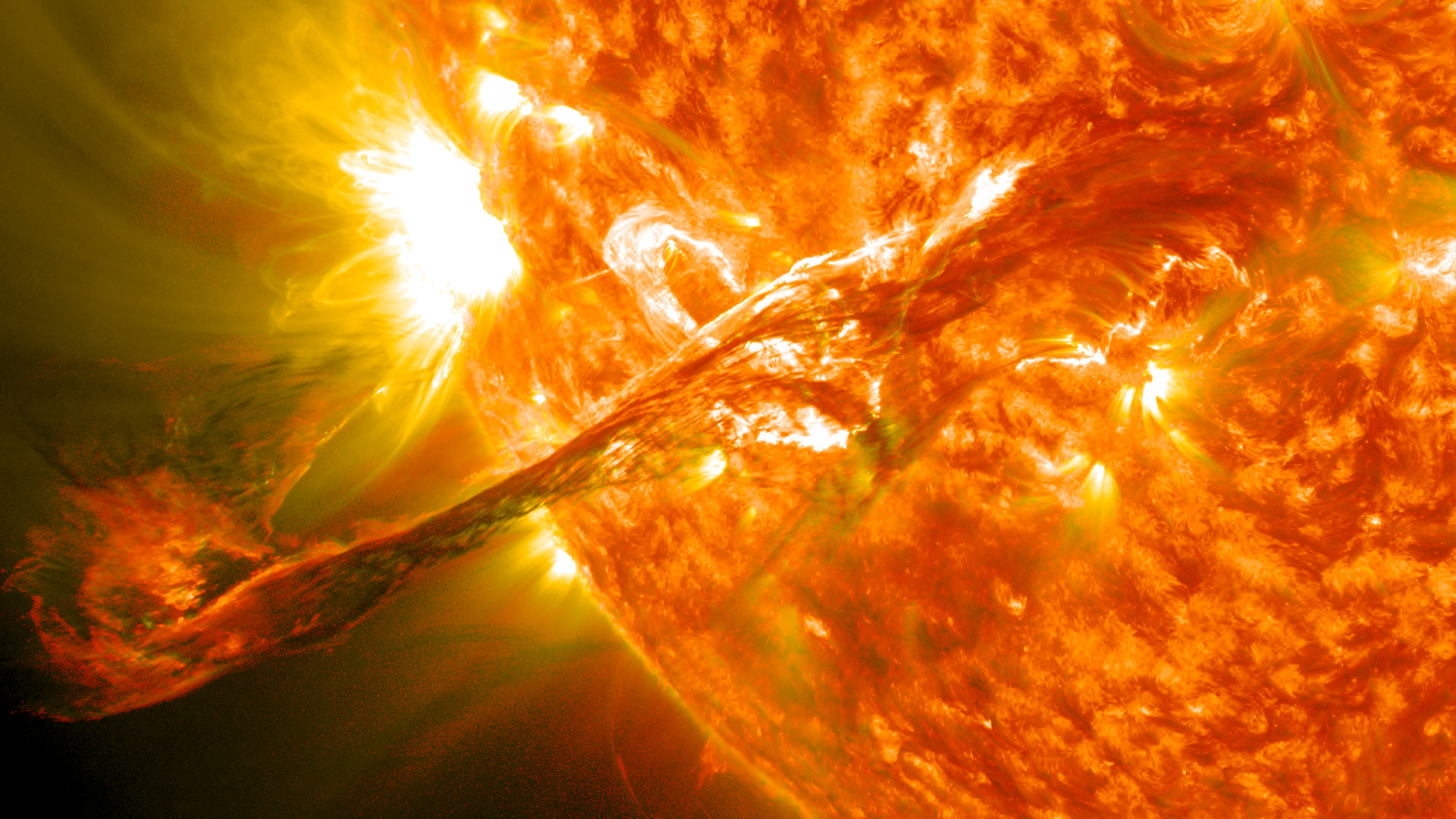
"Eguzkia"

Donada la santedat del sol en el món conceptual basc, no hauria d'estranyar que moltes creences i ritus solars hi facin referència.
Diuen que el sol balla al matí de Sant Joan; que els banys i les rosades d'aquell matí poden conservar malalties durant tot l'any; que les branques de lledoner, freixe, falguera florida, herba de Sant Joan etc. col·locats a les portes i finestres, així com les margarides, les espatlles i el fonoll amb què es folra aquell dia el llindar de la porta principal d'entrada, protegeixen la llar dels llamps. Les flors collides el dia d'estiu s'utilitzen com a infusió per curar algunes malalties. Fer fogueres davant de les cases, així com a les cruïlles de camins, la nit abans del dia d'estiu, entra sota el mateix conjunt de costums.
En el mateix marc dels ritus, es porten a les superfícies de les terres cultivables garbes d'herba encesa a aquests focs, per tal d'allunyar els mals esperits, per evitar plagues i malalties als cultius. També es planta l'anomenat arbre de Sant Joan a la plaça pública, que no hauria de ser reclamat pel seu propietari, encara que fos pres contra la seva voluntat.
Uns altres ritus coneguts relacionats amb el solstici d'hivern que encara estan vigents al País Basc són els següents: L'encesa de focs de final d'any, Gabonzuzi ("torxa de Nadal") o tronc que crema a la llar de foc la nit de Nadal per purificar els animals domèstics passant-los per sobre d'aquest tronc, la benedicció ritual del pa de la nit de Nadal per part del pare de família i la recollida de l'aigua de la font la nit de Nadal tan bon punt ha tocat el cop de mitjanit per al consum domèstic.
Aquestes creences, aquests fets, aquests objectes són segurament concepcions, ritus, ofrenes vinculades al culte solar. Revelen un aspecte important de la mitologia basca (Eguberri (Nadal), Gabonzahar (Nit de cap d'any)).